# Verona Elder
Verona Elder (Wolverhampton, 5 de abril de 1953), también llamada Verona Bernard, es una atleta británica retirada especializada en la prueba de 400 m, en la que consiguió ser campeona europea en pista cubierta en 1975.

## Carrera deportiva
En el Campeonato Europeo de Atletismo en Pista Cubierta de 1975 ganó el oro en los 400 metros, con un tiempo de 52.68 segundos, por delante de las soviéticas Nadezhda Ilyina y Inta Kļimoviča.
En el Campeonato Europeo de Atletismo en Pista Cubierta de 1981 ganó la medalla de bronce en los 400 metros, con un tiempo de 52.37 segundos, tras la checoslovaca Jarmila Kratochvílová (oro con 50.07 segundos) y la soviética Natalya Bochina.